# 御堂筋ダイビル
御堂筋ダイビル（みどうすじダイビル）は、大阪市中央区南久宝寺町4-1-2に位置する事務所ビルである。

## 概要
御堂筋沿いに位置し、ダイビルが所有・管理を行っている賃貸オフィスビルである。
1964年（昭和39年）に、東洋工業（現マツダ）の大阪支社ビルとして建設され、1階はショールームとして使われいた。
外壁はステンレス製のカーテンウォールで、工場で製造し、現場での施工を短期できるように工夫されていた。設計・施工の竹中工務店は昭和30年代に、1958年（昭和33年）竣工の新朝日ビルディングや1962年（昭和37年）竣工の新阪急ビルなど、他にも金属外装の大型ビルを建設していた。また、通常なら高さ制限一杯の9階建てにするところを、8階建てにして事務室の床を二重床（OAフロア）にするなどの機能面でも工夫されていた。
オイルショック下の東洋工業の経営不振により売却され、1975年（昭和50年）3月にダイビルにより取得された。
ダイビルは、当ビルを2020年末に閉鎖し、2023年度中に建て替えを完了させることを発表している。

## 受賞等
- 建築業協会賞（BCS賞）（1966年）[7]
- 生きた建築ミュージアム・大阪セレクション[8]